# Charidotella ormondensis
Charidotella ormondensis är en skalbaggsart som först beskrevs av Willis Blatchley 1920.  Charidotella ormondensis ingår i släktet Charidotella och familjen bladbaggar. Inga underarter finns listade i Catalogue of Life.